# Lijst van Nederlandse deelnemers aan de Paralympische Zomerspelen 1976
Deze lijst van Nederlandse deelnemers aan de Paralympische Zomerspelen 1976 in Toronto. geeft een overzicht van de sporters die zich hebben gekwalificeerd voor de Spelen.
| Paralympiër              | Sport                  | Onderdeel | Ervaring   |
| ------------------------ | ---------------------- | --- | ---------- |
| A. Broeckhuysen          | Atletiek               | Hoogspringen Klasse E Verspringen Klasse E Vijfkamp Klasse E | Debutant   |
| C. J. M. Slijkerman      | Atletiek               | 60 m Klasse 1B Slalom Klasse 1B | Debutant   |
| C. van der Vis-Morel     | Atletiek               | Discuswerpen Klasse 3 60 m Klasse 3 Precisie Speerwerpen Klasse 1C-5 Kogelstoten Klasse 3 Slalom Klasse 3 Speerwerpen Klasse 3                                                                 | Debutant   |
| E. H. Roek               | Atletiek               | 1500 m Klasse 5 800 m Klasse 5 100 m Klasse 5 | 2de Spelen |
| E. Niehof                | Atletiek               | Kogelstoten Klasse 1B Discuswerpen Klasse 1B 60 m Klasse 1B Precisie Speerwerpen KLasse 1C-5 Slalom Klasse 1B                                                                                  | Debutant   |
| E. Veltman               | Atletiek               | 200 m Klasse 2 Discuswerpen Klasse 2 60 m Klasse 2 Kogelstoten Klasse 2 Speerwerpen Klasse 2 Slalom Klasse 2                                                                                   | Debutant   |
| F. Houbaer               | Atletiek               | Kegelwerpen Klasse 1B Discuswerpen Klasse 1B 60 m Klasse 1B Slalom Klasse 1B Kogelstoten Klasse 1B                                                                                             | Debutant   |
| G. Heykamp               | Atletiek               | Kogelstoten Klasse 1B Kegelwerpen Klasse 1B Discuswerpen KLasse 1B | Debutant   |
| G. Mulhof                | Atletiek               | 400 m Klasse 3 200 m Klasse 3 Discuswerpen Klasse 3 60 m Klasse 3 Precisie Speerwerpen Klasse 3 Slalom Klasse 3 Speerwerpen Klasse 3                                                           | Debutant   |
| J. F. G. Weyers          | Atletiek               | 100 m Klasse 2 200 m Klasse 2 Discuswerpen Klasse 2 Precisie Speerwerpen Klasse 1C-5 Kogelstoten Klasse 2 Speerwerpen Klasse 2 Slalom Klasse 2                                                 | 2de Spelen |
| J. Levestone             | Atletiek Zwemmen       | 200 m Klasse 3 100 m Klasse 3 Discuswerpen Klasse 3 Precisie Speerwerpen Klasse 1C-5 Kogelstoten Klasse 3 Speerwerpen Klasse 3 3x100 m Wisselslag Klasse open                                  | 2de Spelen |
| Johan Reekers            | Atletiek               | Discuswerpen Klasse D1 Precisie Speerwerpen Klasse D1 Kogelstoten Klasse D1 Speerwerpen Klasse D1                                                                                              | Debutant   |
| J. Stam                  | Atletiek               | Discuswerpen Klasse C Precisie Speerwerpen Klasse C Kogelstoten Klasse C Speerwerpen Klasse C                                                                                                  | Debutant   |
| Jan Dijs                 | Atletiek               | 400 m Klasse 3 100 m Klasse 3 200 m Klasse 3 Discuswerpen Klasse 3 Slalom Klasse 3 Speerwerpen Klasse 3                                                                                        | Debutant   |
| P. H. van der Vis        | Atletiek               | 400 m Klasse 3 100 m Klasse 3 200 m Klasse 3 Discuswerpen Klasse 3 Slalom Klasse 3 Speerwerpen Klasse 3                                                                                        | 2de Spelen |
| R. Boer                  | Atletiek               | Discuswerpen Klasse 4 60 m Klasse 4 Precisie Speerwerpen Klasse 1C-5 Kogelstoten Klasse 4 Slalom Klasse 4 Speerwerpen Klasse 4                                                                 | Debutant   |
| Th. Engelbertink         | Atletiek               | Discuswerpen Klasse D Precisie Speerwerpen Klasse C Kogelstoten Klasse D Speerwerpen Klasse D                                                                                                  | Debutant   |
| Piet Blanker             | Boogschieten Dartchery | FITA Ronde Klasse Open Paren Klasse open | 4de Spelen |
| M. Senders               | Boogschieten           | FITA Ronde Klasse Open | Debutant   |
| Popke Popkema            | Boogschieten Dartchery | FITA Ronde Klasse Open Paren Klasse open | 3de Spelen |
| D. Kruidenier            | Boogschieten           | Uitgebreide Metrische ronde Klasse Open | 4de Spelen |
| P. Verkoelen             | Boogschieten           | Uitgebreide Metrische ronde Klasse Open | Debutant   |
| P. van Rooy              | Boogschieten           | Uitgebreide Metrische ronde Klasse Open | Debutant   |
| H. Pimmelar              | Boogschieten           | FITA Ronde tetraplegie Klasse A-C | 2de Spelen |
| J. Meursing              | Tafeltennis            | Klasse 2 | Debutant   |
| G. Tuinier               | Tafeltennis            | Klasse 3 | 2de Spelen |
| Irene Schmidt            | Tafeltennis            | Klasse 4-5 | 2de Spelen |
| G. Becker                | Tafeltennis            | Klasse 4-5 | Debutant   |
| G. Uyt de Boogaardt      | Tafeltennis            | Klasse 4-5 | 2de Spelen |
| V. Hertog                | Tafeltennis            | Klasse D | Debutant   |
| Th. van Kessel           | Tafeltennis            | Klasse D | Debutant   |
| C. Hill                  | Tafeltennis            | Klasse D | Debutant   |
| B. Tenniglo              | Zwemmen                | 4x50 m Wisselslag Klasse C 100 m Rugslag Klasse C 100 m Schoolslag Klasse C 100 m Vrije Slag Klasse C                                                                                          | Debutant   |
| E. Plevier               | Zwemmen                | 50 m Rugslag Klasse 4 3x50 m Wisselslag Klasse 4 50 m Schoolslag Klasse 4 50 m Vrije Slag Klasse 4                                                                                             | Debutant   |
| Frits Hildebrandt        | Zwemmen                | 50 m Rugslag Klasse F 3x50 m Wisselslag Klasse F 50 m Schoolslag Klasse F 50 m Vrije Slag Klasse F                                                                                             | Debutant   |
| Gerard van Vliet         | Zwemmen                | 4x50 m Wisselslag Klasse D 100 m Schoolslag Klasse D 100 m Rugslag Klasse D 100 m Vlinderslag Klasse D 100 m Vrije Slag Klasse D                                                               | Debutant   |
| Gerrit Pomp              | Zwemmen                | 3x25 m Wisselslag Klasse 2 25 m Vlinderslag Klasse 2 25 m Schoolslag Klasse 2 25 m Vrije Slag Klasse 2                                                                                         | 2de Spelen |
| H. G. Heynen             | Zwemmen                | 100 m Rugslag Klasse 5 4x100 m Wisselslag Klasse open 3x50 m Wisselslag Klasse 5 3x100 m Wisselslag Klasse open 50 m Vlinderslag Klasse 5 100 m Schoolslag Klasse 5 100 m Vrije Slag Klasse 5  | Debutant   |
| H. Hilberink             | Zwemmen                | 25 m Rugslag Klasse 1B 25 m Schoolslag Klasse 1B 25 m Vrije Slag Klasse 1B | 2de Spelen |
| H. J. M. Legebeke        | Zwemmen                | 100 m Rugslag Klasse 6 4x100 m Wisselslag Klasse open 3x50 m Wisselslag Klasse 6 100 m Schoolslag Klasse 6 100 m Vlinderslag Klasse 6 100 m Vrije Slag Klasse 6                                | Debutant   |
| Harry Lamberts           | Zwemmen                | 100 m Rugslag Klasse 6 4x100 m Wisselslag Klasse open 3x100 m Wisselslag Klasse open 3x50 m Wisselslag Klasse 6 100 m Schoolslag Klasse 6 100 m Vlinderslag Klasse 6 100 m Vrije Slag Klasse 6 | 2de Spelen |
| J. Evertsen              | Zwemmen                | 50 m Rugslag Klasse E 4x50 m Wisselslag Klasse E 50 m Schoolslag Klasse E 50 m Vlinderslag Klasse E 50 m Vrije Slag Klasse E                                                                   | Debutant   |
| J. Feenstra              | Zwemmen                | 100 m Rugslag Klasse A 100 m Schoolslag Klasse A 100 m Vrije Slag Klasse A | Debutant   |
| J. Fokkinga-de Zeeuw     | Zwemmen                | 50 m Rugslag Klasse 4 3x50 m Wisselslag Klasse 4 3x50 m Wisselslag Klasse 2-4 4x50 m Vrije Slag Klasse 2-5 50 m Schoolslag Klasse 4 50 m Vrije Slag Klasse 4                                   | Debutant   |
| Jan Oosterbroek          | Zwemmen                | 50 m Rugslag Klasse 4 4x100 m Wisselslag Klasse open 3x50 m Wisselslag Klasse 4 50 m Schoolslag Klasse 4 50 m Vrije Slag Klasse 4                                                              | Debutant   |
| J. P. M. Backx-de Backer | Zwemmen                | 100 m Rugslag Klasse 5 4x100 m Wisselslag Klasse open 3x50 m Wisselslag Klasse 5 3x100 m Wisselslag Klasse open 100 m Schoolslag Klasse 5 100 m Vrije Slag Klasse 5                            | 2de Spelen |
| J. T. M. Bakx            | Zwemmen                | 50 m Rugslag Klasse D1 3x50 m Wisselslag Klasse D1 50 m Schoolslag Klasse D1 100 m Schoolslag Klasse D1                                                                                        | Debutant   |
| Karel Hanse              | Zwemmen                | 4x50 m Wisselslag Klasse D 100 m Schoolslag Klasse D 100 m Rugslag Klasse D 100 m Vlinderslag Klasse D 100 m Vrije Slag Klasse D                                                               | Debutant   |
| L. Her Beek              | Zwemmen                | 100 m Rugslag Klasse 6 4x100 m Wisselslag Klasse open 3x100 m Wisselslag Klasse open 4x50 m Wisselslag Klasse 6 100 m Schoolslag Klasse 6 100 m Vlinderslag Klasse 6 100 m Vrije Slag Klasse 6 | Debutant   |
| Lia de Baat-Duine        | Zwemmen                | 25 m Rugslag Klasse 2 3x50 m Wisselslag Klasse 2-4 4x50 m Vrije Slag Klasse 2-5 25 m Vlinderslag Klasse 2 25 m Schoolslag Klasse 2 25 m Vrije Slag Klasse 2                                    | Debutant   |
| L. Mol                   | Zwemmen                | 50 m Rugslag Klasse 3 3x25 m Wisselslag Klasse 3 3x50 m Wisselslag Klasse 2-4 4x50 m Vrije Slag Klasse 2-5 50 m Schoolslag Klasse 3 50 m Vrije Slag Klasse 3                                   | Debutant   |
| M. Kers                  | Zwemmen                | 50 m Rugslag Klasse E 4x50 m Wisselslag Klasse E 50 m Schoolslag Klasse E 50 m Vlinderslag Klasse E 50 m Vrije Slag Klasse E                                                                   | Debutant   |
| Marianne Kortekaas       | Zwemmen                | 100 m Rugslag Klasse A 100 m Schoolslag Klasse A 100 m Vrije Slag Klasse A | Debutant   |
| Marijke Ruiter           | Zwemmen                | 100 m Rugslag Klasse 5 4x100 m Wisselslag Klasse open 3x50 m Wisselslag Klasse 5 3x100 m Wisselslag Klasse open 100 m Schoolslag Klasse 5 50 m Vlinderslag Klasse 5 100 m Vrije Slag Klasse 5  | 2de Spelen |
| R. Adelerhof             | Zwemmen                | 100 m Rugslag Klasse 5 4x100 m Wisselslag Klasse open 3x50 m Wisselslag Klasse 5 4x50 m Vrije Slag Klasse 2-5 100 m Vrije Slag Klasse 5                                                        | Debutant   |

## Opmerkingen
- De namen van de Basketbal heren van 1976 zijn niet bekend.